# Walweinstraat

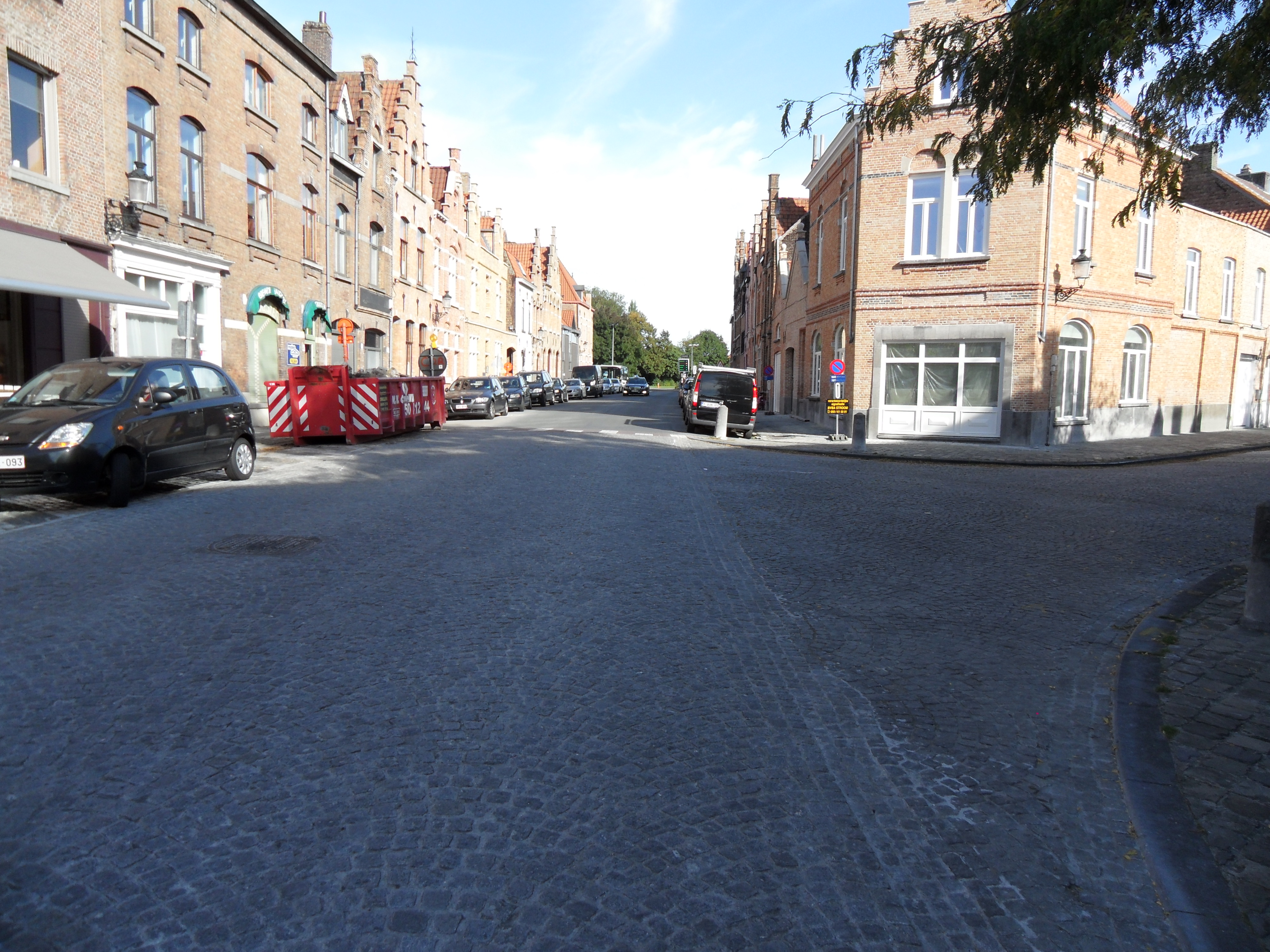
De Walweinstraat bij het kruispunt met de Calvariebergstraat

De Walweinstraat is een straat in Brugge.

## Beschrijving
De Walweinstraat dankt haar naam aan de Brugse schepen en tresorier van de Kamer van Koophandel Karel Walwein.
In de 18e eeuw werden heel wat werken ondernomen om de scheepvaart te verbeteren. Een van die werken bestond erin de buitengracht rond de stad, vanaf de Handelskom tot aan het Minnewater te verbreden en uit te diepen. Nabij de Handelskom, ter hoogte van de Krakelebrug, moest een sasdeur komen en die werd gebouwd op grond van Walwein en ook grotendeels door hem bekostigd. Vandaar dat men het over het Walweinsas had en dat de nieuwe straat die er vanaf de Komvest naartoe leidde spontaan door de volksmond tot Walweinstraat werd gedoopt. Toen Walwein bankroet ging, vluchtte en bij verstek werd ter dood veroordeeld, bleef de naam. Met Willem de Deken (maar voor heel andere redenen) is hij een zeldzaamheid om als terdoodveroordeelde zijn naam aan een Brugse straat te hebben gegeven.
Toen begin 20e eeuw vanaf de Walweinstraat tot aan de Langerei een nieuwe straat werd aangelegd, kreeg die in de volksmond de naam Knolstraat. Het stadsbestuur vond dat niet zo goed en gaf ook aan deze straat de naam van Walwein. In 1919 werd dit recente onderdeel van de Walweinstraat herdoopt tot Julius Sabbestraat en enkele jaren later tot Julius en Maurits Sabbestraat.